# David Limberský
David Limberský (* 6. října 1983 Plzeň) je bývalý český profesionální fotbalista, který hrával na pozici levého obránce, a fotbalový funkcionář, který od ledna 2024 zastává funkci sportovního ředitele klubu TJ Jiskra Domažlice. Svou hráčskou kariéru ukončil 9. června 2021 ve Viktorii Plzeň. Mezi lety 2009 a 2016 odehrál také 40 utkání v dresu české reprezentace, v nichž vstřelil 1 branku. Zúčastnil se ME 2012 a ME 2016.
David Limberský nastoupil v nejvyšší soutěži poprvé v sezóně 2003/04; odehrál 406 zápasů a vstřelil 22 gólů. V dresu Viktorie Plzeň vyhrál 5 ligových titulů. Mimo Česko působil na klubové úrovni v Itálii a Anglii.

## Klubová kariéra
Je odchovancem Viktorie Plzeň. Do Viktorky zamířil v žákovských letech z Tatranu Třemošná. Za Plzeň nastupoval zpočátku na postu záložníka.

### FC Viktoria Plzeň
Před jarní části sezony 2002/03 se propracoval do A-mužstva. V roce 2004 působil na hostování v italské Modeně FC, o rok později hostoval v Anglii, konkrétně v Tottenhamu Hotspur. Po návratu z hostování jej tehdejší trenér Plzně Stanislav Levý přeřadil na post levého obránce. Ve Viktorce zažil období v nejvyšší soutěži i ve druhé lize. Celkem za tým odehrál během svého prvního angažmá 81 ligových utkání, ve kterých nastřílel osm branek.

#### Modena FC (hostování)
V lednu 2004 odešel hostovat do italské Modeny FC. V klubu strávil půl roku, během kterého se neprosadil. Odehrál pouze čtyři zápasy v lize, gól nedal.

#### Tottenham Hotspur FC (hostování)
Před jarní částí ročníku 2004/05 si ho na testy vzal anglický Tottenham Hotspur FC, kde byl přijat a zamířil do klubu na hostování do června 2005. Trenér Martin Jol jej nenasadil ani k jednomu utkání anglické Premier League.

### AC Sparta Praha
V létě 2007 se dostal do hledáčku pražské Sparty, kam také přestoupil a uzavřel s „letenskými“ kontrakt na tři roky. Ze začátku sezóny se prosazoval často do základní sestavy, ovšem v jarní části ročníku se na hřiště dostával méně. Za Spartu odehrál 13 ligových střetnutí, branku nevsítil.

### FC Viktoria Plzeň (návrat)
V letním přestupovém období roku 2008 si ho opět vyhlédla Viktoria Plzeň a Limberský se vrátil zpět do západočeského klubu. S Viktorkou uzavřel smlouvu na tři roky. V roce 2010 s týmem zvítězil v českém poháru.

#### Sezóna 2010/11
Dne 8. července 2010 nastoupil v dresu Plzně k historicky prvnímu zápasu českého Superpoháru, který sehrávají mistr ligy, tehdy AC Sparta Praha, a vítěz národního poháru (Viktoria Plzeň). Trofej vyhrála pražská Sparta, utkání skončilo výsledkem 1:0. V sezóně Gambrinus ligy 2010/11 získal s klubem ligový titul, ke kterému přispěl 2 góly ve 29 zápasech v lize.

#### Sezóna 2011/12
Dne 22. července 2011 nastoupil k zápasu o český Superpohár, který Plzeň na domácím stadionu vyhrála nad FK Mladá Boleslav až na pokutové kopy 4:2 (po 90 minutách byl stav 1:1, prodloužení se v tomto utkání nehraje).
Plzeň se v ročníku 2011/12 Ligy mistrů UEFA propracovala z 2. předkola až do základní skupiny LM. Ve druhém předkole přešla přes arménský celek Pjunik Jerevan po výsledcích 4:0 a 5:1. Ve 3. předkole následoval postup přes norský Rosenborg Trondheim (výhry 1:0 a 3:2) a ve 4. předkole přes dánský FC Kodaň (výhry 3:1 a 2:1). V základní skupině H si zahrál proti dvěma evropským velkoklubům FC Barcelona (prohry 0:2 a 0:4) a AC Milan (prohra 0:2 a remíza 2:2). Třetím klubem, s nímž se západočeský klub utkal byl běloruský BATE Borisov (výhra 1:0 a remíza 1:1). Plzeň obsadila v konečném součtu 3. místo před BATE a díky tomu si zajistila účast v jarní vyřazovací části Evropské ligy 2011/12. Zde se Plzeň střetla s německým Schalke 04 a po výsledcích 1:1 doma a 1:3 venku po prodloužení vypadla.
V sezóně 2011/12 bojovala Plzeň v posledním kole se Slovanem Liberec o titul, utkání skončilo nerozhodně 0:0, tento výsledek stačil Liberci na první místo a Plzeň spadla na 3. příčku za pražskou Spartu. David vstřelil v této sezóně 1 gól během 29 ligových startů.

#### Sezóna 2012/13
V červenci 2012 podepsal Limberský s Plzní novou čtyřletou smlouvu do roku 2016.
Dne 15. září 2012 v 7. kole hostila Plzeň v přímém souboji o čelo tabulky pražskou Spartu. Ve 40. minutě poslal Pavel Horváth chytrou přihrávku mezi dva bránící sparťanské hráče Limberskému, který vběhl do pokutového území a po kontaktu s Josefem Hušbauerem upadl. Zpomalené záběry kamer prokázaly, že pád nafilmoval. Rozhodčí Matějek odpískal pokutový kop, ačkoli podobná situace nastala i o chvíli dříve, kdy na druhé straně upadl ve „vápně“ právě Josef Hušbauer. Limberský se po zápase vyjádřil, že podle něj to byla jasná penalta, protože došlo ke kontaktu. Pokutový kop proměnil Pavel Horváth a výsledkem 1:0 utkání skončilo. Vedení Sparty mj. i kvůli této situaci zvažovalo, že dá mužstvu pokyn, aby nenastoupilo do druhého poločasu, nicméně se tak nestalo a zápas se dohrál. Po utkání se Limberský vyjádřil, že AC Sparta Praha získala 20 ligových titulů za pomoci rozhodčích, za tento výrok pražský klub požadoval veřejnou omluvu. Dne 27. září 2012 rozhodla disciplinární komise o pokutě 40 000 Kč pro hráče za nafilmování faulu i za jeho výroky po zápase. O zastavení činnosti (zákaz startu v jednom či více zápasech) disciplinární komise neuvažovala. David Limberský během řízení přiznal, že simuloval, k čemuž komise přihlédla jako k polehčující okolnosti. Klub FC Viktoria Plzeň se musel Spartě Praha písemně omluvit za znevažující výroky svého hráče. Sezónu Gambrinus ligy 2012/13 završil ziskem ligového titulu, Plzeň porazila v posledním 30. kole 1. června sestupující FC Hradec Králové 3:0 a udržela si náskok před největším konkurentem Spartou Praha.
V základní skupině B Evropské ligy 2012/13 byla Plzeň přilosována k týmům Atlético Madrid (Španělsko), Hapoel Tel Aviv (Izrael) a Académica de Coimbra (Portugalsko). V prvním utkání Plzně 20. září 2012 na domácí půdě proti portugalskému týmu Académica de Coimbra absolvoval Limberský kompletní počet minut, Plzeň vyhrála 3:1. I v dalším utkání 4. října 2012 s Atléticem Madrid nastoupil v základní sestavě, španělský celek zvítězil doma 1:0 gólem v samotném závěru. Dne 25. října 2012 cestovala Plzeň do Izraele k utkání proti Hapoelu Tel Aviv a většinu prvního poločasu byla pod tlakem soupeře. Limberský nastoupil od začátku zápasu, střetnutí skončilo výsledkem 2:1 pro hosty, Plzeň si s 6 body upevnila druhou příčku za vedoucím Atléticem Madrid. Dne 8. listopadu 2012 přivítala Plzeň Hapoel Tel Aviv v odvetě na domácím hřišti a vyhrála 4:0, díky tomuto výsledku se posunula s 9 body o skóre na čelo tabulky před doposud vedoucí Atlético Madrid (které v souběžném zápase prohrálo v Coimbře 0:2). Izraelský celek hrál navíc od 41. minuty oslaben o jednoho hráče. Limberský odehrál kompletní zápas a ve 44. minutě dostal žlutou kartu. Dne 22. listopadu 2012 nastoupil v Portugalsku v utkání proti Coimbře, zápas skončil 1:1. Tento výsledek zajistil Plzni postup do jarní fáze Evropské ligy. Dne 6. prosince 2012 odehrál zápas v Plzni proti Atléticu Madrid (výhra Viktorie Plzeň 1:0). Plzeň si tak se 13 body zajistila konečné 1. místo v tabulce skupiny B o 1 bod před druhým Atléticem. Dne 14. února 2013 v jarní vyřazovací části Evropské ligy 2012/13 nastoupil v šestnáctifinále proti domácímu italskému mužstvu SSC Neapol. Plzeň zvítězila v Neapoli 3:0. Hrál i o týden později v domácí odvetě, kterou Plzeň opanovala poměrem 2:0 a postoupila do osmifinále. Do prvního zápasu osmifinále proti tureckému klubu Fenerbahce Istanbul nemohl kvůli karetnímu trestu nastoupit. Dne 14. března 2013 v odvetě v Istanbulu již byl v základní sestavě, Viktoria remizovala 1:1 a vypadla z Evropské ligy.

#### Sezóna 2013/14
Dne 27. září 2013 se během ligového zápasu s domácí Vysočinou Jihlava zranil, natrhl si stehenní sval. Původně se neměl objevit na hřišti dříve než v půli listopadu, nakonec se stihl vrátit 23. října v utkání základní skupiny Ligy mistrů 2013/14 proti domácímu Bayernu Mnichov, souboj německého mistra s českým vyzněl jednoznačně pro Bayern 5:0. Trenér Pavel Vrba jej 22. listopadu 2013 v ligovém utkání proti domácí Zbrojovce Brno (výhra 3:1) postavil na místo levého záložníka, když jeho post (levého beka) obsadil Romanem Hubníkem. V sezoně skončila Viktoria na druhém místě v lize a po dramatickém průběhu i v českém poháru.

#### Sezóna 2014/15
V prvním soutěžním zápase nastoupil za Viktorii 18. července 2014 v Superpoháru proti AC Sparta Praha (prohra 0:3). Díky umístění Plzně na druhé příčce konečné tabulky předchozí sezóny se s Viktorkou představil ve 3. předkole Evropské ligy UEFA 2014/15 proti rumunskému týmu FC Petrolul Ploiești. V první utkání klub uhrál na půdě soupeře nadějnou remízu 1:1. V odvetě Plzeň prohrála 1:4 a z evropských pohárů vypadla.
Dne 17. srpna 2014 vstřelil ve čtvrtém ligovém kole proti FC Hradec Králové (výhra 4:0) krásný úvodní gól z voleje do „šibenice“ z hranice vápna. Dvě kola před koncem ročníku 2014/15 získal s mužstvem další mistrovský titul.

#### Sezóna 2015/16
Před ročníkem 2015/16 prodloužil s Plzní smlouvu do léta 2018. 18. července 2015 se podílel na zisku Superpoháru, když Viktorka porazila FC Slovan Liberec 2:1. S Plzní se představil ve 3. předkole Ligy mistrů UEFA, kde klub narazil na izraelský celek Maccabi Tel Aviv FC. V prvním zápase na půdě soupeře Viktorka zvítězila 2:1, ale v odvetě prohrála 0:2 a vypadla. S mužstvem následně hrál 4. předkolo Evropské ligy UEFA, kde tým narazil na klub ze Srbska, konkrétně na FK Vojvodina Novi Sad. Po výhrách 3:0 a 2:0 Plzeň postoupila do základní skupiny Evropské ligy, kde bylo mužstvo nalosováno do skupiny E společně s FK Dinamo Minsk (Bělorusko), Villarreal CF (Španělsko) a Rapid Vídeň (Rakousko). V konfrontaci s těmito týmy Západočeši získali čtyři body, skončili na třetím místě a do jarní vyřazovací části nepostoupili. Za Plzeň v základní skupině Evropské ligy odehrál všech šest utkání.
Dne 13. září 2015 vstřelil v ligovém zápase proti 1. FK Příbram dva góly a pomohl k výhře 4:0. Druhá branka byla tečovaná střela a přelobovala příbramského brankáře Aleše Hrušku. V ročníku 2015/16 získal tři kola před konce sezony s Viktorkou mistrovský titul, klub dokázal ligové prvenství poprvé v historii obhájit.

#### Sezóna 2016/17
S Viktorii postoupil přes ázerbájdžánský Qarabağ FK (remízy 0:0 a 1:1) do 4. předkola play-off Ligy mistrů UEFA, což znamenalo jistou podzimní účast Plzně v evropských pohárech. 4. předkolo LM Západočeši proti bulharskému PFK Ludogorec Razgrad výsledkově nezvládli (prohra 0:2 a remíza 2:2) a museli se spokojit s účastí ve skupinové fázi Evropské ligy UEFA. Viktorka byla nalosována do základní skupiny E společně s AS Řím (Itálie), Austria Vídeň (Rakousko) a FC Astra Giurgiu (Rumunsko).
V prvním kole odehrál Limberský za Viktorku celý zápas a Plzeň remizovala 15. 9. 2016 na domácí půdě s AS Řím 1:1. K dalšímu zápasu základní skupiny cestovala Plzeň 29. září 2016 do Rakouska, kde se střetla s Austrií Vídeň. Limberský nastoupil na celé střetnutí, které skončilo bezbrankovou remízou. Dne 20. října 2016 podlehla Plzeň s Limberským v základní sestavě Astře Giurgiu 1:2. V Odvetě hrané 3. listopadu 2016 na hřišti Astry nenastoupil, Viktorka remizovala se soupeřem 1:1. V předposledním zápase Plzeň definitivně ztratila naději na postup, když podlehla římskému AS v poměru 1:4. Z výhry se Západočeši radovali až v posledním střetnutí hraném 8. prosince 2016 (Limberský kvůli zranění nehrál), kdy před domácím publikem otočili zápas proti Austrii Vídeň z 0:2 na 3:2, přestože od 18. minuty hráli oslabeni o jednoho hráče. Plzeň touto výhrou ukončila 14 zápasovou sérii bez vítězství v Evropské lize. Viktoria skončila v základní skupině na třetím místě.
V domácí lize skončila Plzeň na druhé příčce za Slavií Praha.

## Reprezentační kariéra
David Limberský oblékal dres českých reprezentací do 20 a 21 let. Reprezentoval ČR na Mistrovství světa hráčů do 20 let 2003 ve Spojených arabských emirátech, kde český tým vedený Pavlem Vrbou obsadil po remízách 1:1 s Austrálií a s Brazílií a porážce 0:1 s Kanadou obsadil nepostupové čtvrté místo v základní skupině C. nepostupové čtvrté místo v základní skupině C. David vstřelil oba góly českého týmu.

### A-mužstvo

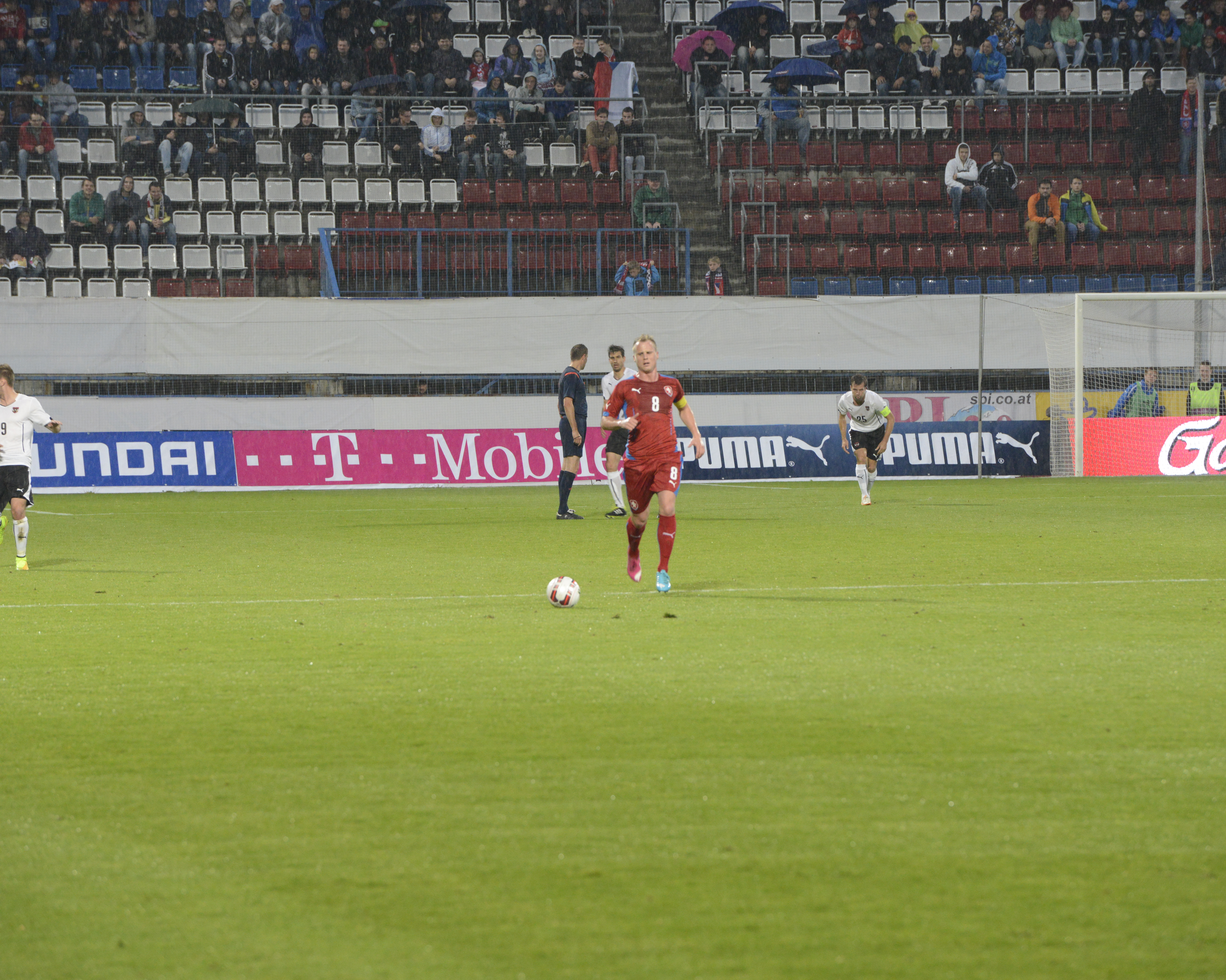
David Limberský, kapitán českého národního týmu v přátelském zápase s Rakouskem v Olomouci (prohra 1:2), 3. červen 2014

První zápas v A-mužstvu absolvoval 5. června 2009, bylo to domácí přátelské utkání proti Maltě (výhra ČR 1:0) a Limberský nastoupil od začátku druhého poločasu. V 86. minutě dostal žlutou kartu.
Po evropském šampionátu 2012 nastoupil v prvním přátelském utkání nového reprezentačního cyklu 15. srpna 2012 ve Lvově proti domácí Ukrajině (0:0). Další utkání 8. září 2012 v Kodani proti Dánsku (kvalifikační zápas o MS 2014 v Brazílii, opět 0:0) a přátelský zápas 11. září 2012 v Teplicích proti Finsku (prohra 0:1) neabsolvoval. Objevil se v základní sestavě až v kvalifikačním zápase proti Maltě 12. října, v prvním poločase se uvolnil na levé straně a odcentroval míč před bránu, kde jej Theodor Gebre Selassie uklidil hlavičkou za záda maltského brankáře Andrewa Hogga. Tato akce ukončila čtyřzápasové střelecké trápení českého týmu bez vstřeleného gólu (mimo tří výše zmíněných zápasů i prohra 0:1 z evropského šampionátu s Portugalskem). Utkání skončilo výhrou ČR 3:1, v nastaveném čase chytil ještě Petr Čech přísně nařízený pokutový kop. 16. října 2012 nastoupil Limberský v Praze v kvalifikačním zápasu s Bulharskem (0:0). 14. listopadu 2012 odehrál přátelský zápas se Slovenskem v Olomouci, český národní tým vyhrál nad Slovenskem 3:0. 6. února 2013 nastoupil v přátelském utkání v Manise proti domácímu Turecku, Česká republika zvítězila 2:0. Dne 22. března 2013 odehrál na Andrově stadionu v Olomouci kvalifikační zápas s Dánskem, český výběr podlehl soupeři 0:3.
Dne 3. června 2014 v přátelském utkání na Andrově stadionu v Olomouci proti Rakousku (prohra 1:2) vedl národní tým poprvé jako kapitán.
V červenci 2016 po evropském šampionátu ve Francii oznámil konec své reprezentační kariéry, celkem odehrál v letech 2009–2016 za český národní tým 40 zápasů a vstřelil jeden gól.

#### EURO 2012
Zúčastnil se Mistrovství Evropy ve fotbale 2012 v Polsku a na Ukrajině, kde česká reprezentace vypadla ve čtvrtfinále s Portugalskem po výsledku 0:1. David Limberský zasáhl do všech 4 utkání českého týmu na šampionátu (mimo čtvrtfinále ještě zápasy v základní skupině, postupně proti týmům Ruska (prohra 1:4), Řecka (výhra 2:1) a Polska (výhra 1:0)).

#### EURO 2016
Trenér Pavel Vrba jej zařadil do závěrečné 23členné nominace na EURO 2016 ve Francii. V úvodním zápase českého týmu proti favorizovanému Španělsku (porážka 0:1) a ve druhém utkání 17. června proti Chorvatsku (remíza 2:2) nastoupil v základní sestavě. Ve třetím zápase 21. června proti Turecku již nehrál, český tým prohrál 0:2 a v základní skupině D obsadil se ziskem jediného bodu poslední čtvrté místo.

### Reprezentační góly a zápasy
Góly Davida Limberského za A-tým reprezentace České republiky
| Gól | Datum      | Stadion                         | Soupeř   | Skóre (min.) | Výsledek | Soutěž                   |
| --- | ---------- | ------------------------------- | -------- | ------------ | -------- | ------------------------ |
| 010 | 6. 9. 2015 | Skonto stadions, Riga, Lotyšsko | Lotyšsko | 00:1 0(13.)  | 1:2      | kvalifikace na EURO 2016 |

| Rok    | Zápasy | Góly |
| ------ | ------ | ---- |
| 2004   | 4      | 0    |
| 2005   | 7      | 1    |
| Celkem | 11     | 1    |

| Rok    | Zápasy | Góly |
| ------ | ------ | ---- |
| 2009   | 3      | 0    |
| 2010   | 2      | 0    |
| 2011   | 1      | 0    |
| 2012   | 10     | 0    |
| 2013   | 7      | 0    |
| 2014   | 7      | 0    |
| 2015   | 4      | 1    |
| 2016   | 6      | 0    |
| Celkem | 40     | 1    |

## Styl hry
Zkušený hráč, klíčový pro své mužstvo, dokáže podpořit útok. Může nastoupit na krajích obrany i zálohy.

## Funkcionářská kariéra
V lednu 2024 Limberský ukončil své angažmá v roli hráče v třetiligové Jiskře Domažlice, kterou od léta 2023 trénoval Limberského dlouholetý spoluhráč z Plzně Pavel Horváth, a začal působit v roli sportovního ředitele.

## Kontroverze

### Nafilmovaná penalta
Na podzim 2012 během domácího zápasu proti Spartě podle televizního záznamu naprosto evidentně nafilmoval pokutový kop, díky kterému Plzeň vyhrála 1:0. Za toto jednání byl později potrestán disciplinární komisí LFA pokutou ve výši 40 000 Kč, neboť k simulaci se přiznal, ale zároveň se za ni odmítl omluvit. Příslušný sudí (Matějek) byl za tuto chybně odpískanou penaltu suspendován na pět zápasů.
Limberský se tím dostal v nemilost sparťanských a mnoha dalších mimoplzeňských fanoušků, kteří mu to dávají dodnes najevo především pokřikem „Limberský, ty jsi hovado!“ nebo různými transparenty. Označují jej také jako „Lžimberský“.

### Vulgární reakce a gesta
Po ligovém utkání v Brně 22. listopadu 2013 vulgárně reagoval na fanouška, který pokřikoval, že jim zápas (1:3) vyhrál rozhodčí. Přitom on sám rok předtím obviňoval stejným způsobem Spartu Praha – tu však rovnou z 20 ligových titulů.
Při ligovém utkání na jaře 2016 na hřišti Sparty Praha ukázal vztyčené prostředníčky fanouškům Sparty, kteří na něj celý zápas hanlivě pokřikovali a pískali při každém jeho kontaktu s míčem. On sám své chování odůvodnil výrokem „Asi jsem si potřeboval ulevit. Oni na mě můžou beztrestně dvě hodiny křičet a já nemůžu nic?“. Za toto jednání byl později potrestán disciplinární komisí LFA pokutou ve výši 50 000 Kč a musel jít ve volném čase trénovat mládež.

### Surová hra
Během přátelského utkání mezi Plzní a Legií Varšava 25. ledna 2015 zranil agresivním zákrokem slovenského útočníka Ondreje Dudu poté, co mu zezadu šlápl na holeň a kotník. Potrhal mu tím vazy v kotníku a vyřadil na měsíc ze hry. Za toto se mu posléze omluvil.
Během ligového utkání mezi Plzní a Slavií 27. října 2019 zezadu zákeřně zkopnul přes achilovky Petera Olayinku, který jen se štěstím vyvázl bez větší úhony. Za tento zákrok byl v inkriminovaném utkání odměněn žlutou kartou, i když mnoho odborníků jej posoudilo na vyloučení.

### Nabourané Bentley v opilosti
V noci 9. září 2015 po postupu českého národního týmu na EURO 2016 boural se svým vozem značky Bentley v opilosti v pražské čtvrti Smíchov přímo před zraky policejní hlídky. Z místa nehody se jí snažil utéci, což se mu však nepodařilo. Po dopadení mu policisté naměřili 1,5 ‰ alkoholu v krvi a zahájili trestní řízení. Hrozil mu až tříletý trest odnětí svobody, ale nakonec bylo trestní stíhání podmínečně zastaveno, aniž by musel k soudu. Pomohlo mu, že se přiznal, uhradil škodu, měl čistou kartu řidiče a navrhl si trest v podobě ročního zákazu řízení (březen 2016-2017). V autě s ním měl sedět spoluhráč Ondřej Vaněk a dvě ženy.
Fotbalista se následně za svůj čin omluvil, přičemž vedení klubu mu udělilo pokutu 950 000 Kč, zbavilo jej funkce kapitána týmu a pohrozilo, že jakékoliv další porušení profesionální smlouvy bude mít pro jeho další klubové působení fatální následky.
Limberský si nechal zaplatit opravu auta ve výši 1 200 000 Kč přes kamaráda Čeňka Pazderu, který mu však peníze zpronevěřil.

#### Oslavy za volantem
V prvním ligovém utkání po kauze odehraném 13. září 2015 na hřišti 1. FK Příbram (výhra 0:4), vstřelil úvodní gól a oslavil jej gestem řízení automobilu, kdy napodoboval točení volantem. Od Limberského zvolené oslavy se následující den vedení klubu Viktoria Plzeň distancovalo a přijalo další interní opatření, o nichž ovšem již veřejnost neinformovalo.
Během oslav ligového titulu Viktorie Plzeň za sezónu 2015/16 si sednul za volant autobusu, který odvážel fotbalisty ze stadionu na náměstí. Skandováním ho k tomu vyzvali spoluhráči a fanoušci, přičemž naráželi právě na podzimní aféru nabouraného Bentley.

#### Ohlasy
K celé záležitosti se mj. ironicky vyjádřil paralympijský vítěz Jiří Ježek, který ji označil jako úspěšnou integraci hendikepovaných sportovců. Na to reagovali plzeňští příznivci na domácím zápase s Libercem 26. září 2015 formou transparentu s textem: „Ježek má vztek, že nemůže pít i do druhý nohy.“.
Událost se později stala předlohou pro 4. díl seriálu Vyšehrad, ve kterém fotbalista Lavický nabourá svůj sportovní vůz a následně neúspěšně utíká policii. Reakce Limberského na sebe nenechala dlouho čekat, Jakuba Štáfka (spoluautora a hlavního představitele seriálu) označil za průměrného herce.
V srpnu 2018 poškrábal neznámý muž Limberského Bentley v centru Plzně. Škoda se vyšplhala na 150 000 Kč.
V létě 2020 spustil vlastní eshop s oblečením[nedostupný zdroj], ve kterém mj. prodává i trika se svou siluetou během oslav gólu s gestem řízení automobilu a hashtagem #noalcohol.

### Porušování životosprávy
Po utkání Viktorie Plzeň s Libercem 11. března 2017 utekl z hotelového soustředění týmu na noční tah a vrátil se až druhý den nad ránem. Od klubu měl poté dostat vysokou pokutu a zároveň mu mělo být naznačeno, aby si v létě hledal nové angažmá. Navíc to mohl být jeden z důvodů, proč se nevešel do nominace utkání na hřišti Bohemians dne 15. března 2017. Sarkasticky se ho zastal Jakub Štáfek alias Julius Lavický.

### Příspěvky na sociálních sítích
Jeho oblíbenou sociální sítí je Instagram, kde na svém profilu rád dává na odiv svou životní úroveň. Kvůli tomu se také dostal v baru do konfliktu s jedním z plzeňských hokejistů. Pornoherce Rocca Siffrediho označil na společné fotce za svého hrdinu.
Často své příspěvky zveřejňuje impulsivně a některé poté kvůli jejich nevhodnosti maže - především když komentuje sportovní dění, které se dotýká jeho kariéry. O to populárnější však tyto příspěvky jsou a vyvolávají tak mediální zájem.

### Sportovní dění
Na konci podzimní části sezóny 2018/19 vedla Slavia Praha ligu před Viktorií Plzeň, která se ji snažila celý podzim dohnat. V posledním podzimním zápase mezi Jabloncem a Slavií 17. prosince 2018 nebyl Severočechům uznán gól po faulu Chramosty. Limberský kvůli tomu na svém instagramovém profilu kritizoval Jaroslava Tvrdíka (předsedu představenstva Slavie) za údajné finanční ovlivňování rozhodčích, přičemž Chramostův gól označil za „rekulérní“. Druhý den se za svá vyjádření omluvil a označil je za zbytečná a hloupá. Měsíc poté byl předvolán před disciplinární komisi LFA, od které za toto jednání dostal pokutu 20 000 Kč.
Na podzim 2019 po oznámení nominace národního týmu k zápasům proti Anglii a Severnímu Irsku zveřejnil oficiální nominaci trenéra Šilhavého na svůj profil. Chtěl poukázat na chybu ve jméně svého spoluhráče Radima Řezníka, který zde byl uveden jako Tomáš Řezník. Zároveň tím však zveřejnil telefonní čísla na trenéra Šilhavého a reprezentačního manažera Sionka.
Na konci ligového utkání Viktorie Plzeň na hřišti Mladé Boleslavi dne 6. 10. 2019 byl odpískán pokutový kop ve prospěch domácích. Ten následně proměnil Komličenko a zajistil tak svému týmu výhru 2:1 nad Plzní. Limberský sledoval zápas kvůli zranění pouze v televizi, načež rozhodnutí rozhodčího ho rozlítilo natolik, že vzkázal videorozhodčím, že jsou klauni a pokud to byla penalta, končí s fotbalem. Komise rozhodčích poté na této penaltě neshledala nic neregulérního, takže potvrdila původní verdikt rozhodčího Lercha. Limberský však nakonec svou kariéru neukončil - chtěl to vysvětlit v pořadu Tiki Taka televize O2, tam však nedostal od svého klubu povolení vystoupit.
Když v závěru derby pražských "S" dne 26. září 2023 dostal kapitán Sparty (Ladislav Krejčí) i Slavie (Jan Bořil) červenou kartu, okamžitě sdílel na svém instagramovém profilu story se screenshotem statistik tohoto zápasu a komentářem "Blbý a blbější" podle stejnojmenného filmu. Během několika dalších hodin však toto story smazal ještě před vypršením lhůty 24 hodin, po které story mizí automaticky.

### Politická vyjádření
Před volbami do Poslanecké sněmovny na podzim 2017 se na Instagramu netajil svými politickými preferencemi, když vyfotil volební lístek SPD. Po kritice v komentářích reagoval tak, že údajně uvažoval také o ODS a ANO.
Před prezidentskými volbami v lednu 2018 označil za svého favorita Jiřího Drahoše.

### Nevydařené investice a vydírání

#### Obchodování s automobily
V roce 2014 nabídl Limberskému obchodník s luxusními vozidly Čeněk Pazderka, že by se mohl podílet na jeho byznysu formou spolufinancování nákupu vozidel, které pak obchodník výhodně prodá, a společně se podělí o zisk. Limberský to bral jako příležitost k přivýdělku a chápal to tak, že jen pošle peníze a bude z toho mít zisk, aniž by se musel o cokoli starat. Během dvou následujících let mu proto zaplatil více než 5 milionů korun, ze kterých mu však později nebyl vyplácen žádný zisk a ani nedostal tento vklad zpět. Podle státního zástupce se stal Limberský obětí podvodu a zahájil proti Pazderkovi trestní stíhání za podvod a zpronevěru. Z trestního rejstříku mj. vyplynulo, že Pazderka byl již v minulosti třikrát odsouzen za podvody.
Limberský zkontaktoval Pazderku také se svým bývalým spoluhráčem Vladimírem Daridou, který potřeboval prodat svoje vozidlo a kvůli zaneprázdnění na to neměl čas. Pazderka od něj vozidlo převzal s tím, že se dohodli na ceně 1 080 000 korun. Jednalo se o zánovní vůz BMW 420 Xdrive, který měl najeto třicet tisíc kilometrů. Obviněný obchodník vůz prodal a Daridovi podle obvinění vyplatil místo sjednaného milionu jen necelých tři sta tisíc korun.
V červenci 2022 Pazderku zadrželi na základě evropského zatýkacího rozkazu v Německu tamní policisté. Poté byl umístěn do jedné z věznic v Čechách. V srpnu odmítl Nejvyšší soud jeho dovolání proti sedmiletému trestu odnětí svobody za podvody a zpronevěru a náhradě škody. V říjnu podal Pazderka na postup soudů ústavní stížnost.

#### Investice do kryptoměn
Limberský poskytl Ladislavovi J. z Karlovarska čtyři miliony korun na nákup výpočetní techniky k těžbě kryptoměn. V září 2022 však měl po muži požadovat vrácení peněz s tím, že není spokojen s výsledky těžby, ze které měl profitovat. Pozval ho proto do jedné z kaváren v Karlových Varech, kde měl spolu se třemi dalšími muži požadovat od svého dlužníka vrácení peněz. Poté, co muž Limberského požadavek odmítl a místo peněz nabídl „těžební nástroje“, došlo ke slovní roztržce. Limberský měl na muže křičet, že ho okradl a že chce zpět svoje peníze. Vzápětí další ze čtveřice obviněných požádal přítomné hosty, aby ze salonku odešli. Pak si k poškozenému údajně přisedl, vytáhl pistoli, se kterou ho nejprve udeřil do zátylku a poté mu ji přiložil k hlavě a opakovaně se ho ptal, do kdy peníze vrátí. Muže nechali odejít poté, co jim měl slíbit, že peníze vrátí do konce listopadu.
Limberského a další tři muže z inkriminované schůzky policisté zadrželi na podzim roku 2022 a po výslechu je propustili. V květnu 2023 na ně podal státní zástupce obžalobu za vydírání. V září 2023 za to navrhl Limberskému peněžitý trest půl milionu korun. V polovině října 2023 začal případ projednávat karlovarský okresní soud. V červnu 2024 Limberského zprostil obžaloby.

### Pokuta za neomluvenou absenci u soudu
V březnu 2023 Limberský dostal pořádkovou pokutu ve výši 15 000 Kč za to, že bez udání důvodu jako svědek nepřišel k soudu. Na rozhodnutí podal stížnost, kterou následně Krajský soud v Plzni přijal.

## Osobní život
Vyučil se na kuchaře. Od roku 2002 do roku 2013 byl ve vztahu s Michaelou Kratochvílovou, se kterou má dceru Natálii (* 2008) a syna Davida (* 2011). V listopadu 2015 se vyrojily spekulace, že randí s modelkou Dominikou Mesarošovou, což nepotvrdili ani nevyvrátili. V zimě 2016 navázal vztah s modelkou Lenkou Olbertovou, která tím podváděla svého tehdejšího manžela Šimona Leitnera. S ním se rozešla až v červenci 2017 a proto svůj poměr zveřejnili až tehdy. Od té doby se velmi často chlubí svými peprnými fotkami na Instagramu. Limberský ji v říjnu 2018 požádal o ruku, na konci května 2019 se vzali na Mauriciu a koncem června 2020 se jim narodila dcera Lilien.
Svému tehdejšímu kamarádovi Čeňkovi Pazderkovi napůjčoval celkem přes pět milionů korun na nákup luxusních aut, které měl pak výhodně prodat a o zisk se s Limberským rozdělit, nic takového se však nestalo. Do tohoto obchodu zapletl Limberský také svého spoluhráče Daridu, který vložil přes jeden milion korun. Pazderka však Limberského, Daridu nebo Petrželu označil za závislé na hazardu s tím, že jim půjčoval na tento druh zábavy a přijaté peníze označil za splátky zapůjčených peněz. Celý případ se dostal až ke Krajskému soudu v Plzni. Od února 2020 figuruje v dalším soudním šetření, tentokrát v souvislosti s pojistným podvodem na jeho Bentley.